# Суини-Ранч (Вайоминг)
Суини-Ранч (англ. Sweeney Ranch) — невключённая территория, расположенная в округе Суитуотер (штат Вайоминг, США) с населением в 17 человек по статистическим данным переписи 2000 года.

## География
По данным Бюро переписи населения США, невключённая территория Суини-Ранч имеет общую площадь в 20,98 квадратных километров, водных ресурсов в черте населённого пункта не имеется.
Невключённая территория Суини-Ранч расположена на высоте 2041 метр над уровнем моря.

## Демография
По данным переписи населения 2000 года, в Суини-Ранче проживало 17 человек, 4 семьи, насчитывалось 6 домашних хозяйств и 7 жилых домов. Средняя плотность населения составляла около 0,8 человек на один квадратный километр. Расовый состав Суини-Ранча по данным переписи был исключительно белым.
Из 6 домашних хозяйств в 33,3 % — воспитывали детей в возрасте до 18 лет, 66,7 % представляли собой совместно проживающие супружеские пары, в 16,7 % семей женщины проживали без мужей, 16,7 % не имели семей. 16,7 % от общего числа семей на момент переписи жили самостоятельно, при этом среди жителей в возрасте 65 лет отсутствовали одиночки. Средний размер домашнего хозяйства составил 2,83 человек, а средний размер семьи — 3,20 человек.
Население невключённой территории по возрастному диапазону по данным переписи 2000 года распределилось следующим образом: 17,6 % — жители младше 18 лет, 17,6 % — между 18 и 24 годами, 11,8 % — от 25 до 44 лет, 52,9 % — от 45 до 64 лет и — в возрасте 65 лет и старше. Средний возраст жителей составил 46 лет. На каждые 100 женщин в Суини-Ранче приходилось 112,5 мужчин, при этом на каждые сто женщин 18 лет и старше приходилось 100,0 мужчин также старше 18 лет.
Средний доход на одно домашнее хозяйство в невключённой территории составил 31 250 долларов США. Доход на душу населения в невключённой территории составил 31 000 долларов в год. Все семьи Суини-Ранча имели доход, превышающий уровень бедности.